# Neuheilenbach
Neuheilenbach in der Eifel ist eine Ortsgemeinde im Eifelkreis Bitburg-Prüm in Rheinland-Pfalz. Sie gehört der Verbandsgemeinde Bitburger Land an.

## Geschichte
Auf eine frühe Besiedelung des Areals um das heutige Neuheilenbach weist der Funde von römischen Brandgräbern hin. 1911 wurden westlich des Ortes einzelne Gräber entdeckt und 1923 ein zusammenhängendes Brandgräberfeld nordöstlich der Gemeinde. Man stieß hier auf 20 Steinkistengräber, die jedoch bei Arbeiten zerstört wurden.
Der Ort Neuheilenbach ist erst um 1828 als Neugründung von „Brasilianern“ aus Heilenbach (Entfernung neun Kilometer Luftlinie) entstanden und hatte anfangs vier Haushalte. „Brasilianer“ nannte man diejenigen Bewohner der Region, welche im Jahre 1828 ihr Eigentum verkauften, um nach Brasilien auszuwandern. Einige Einwohner aus Heilenbach wurden, nachdem sie Hab und Gut verkauft hatten, von ihren Plänen abgebracht und siedelten anstatt in Brasilien in der Nähe von Balesfeld an. In der Zeit entstanden in der Umgebung noch andere Gehöfte und Weiler. Als „Neuheilenbach“ wurde der Ort erstmals im Jahre 1831 erwähnt und war ein Ortsteil von Balesfeld. Um 1850 war die Siedlung auf zwölf Häuser angewachsen.
Neuheilenbach wurde zum 1. September 1960 eine selbständige Gemeinde. Zu Neuheilenbach gehört auch der Weiler Waldecke.
Bevölkerungsentwicklung
Die Entwicklung der Einwohnerzahl von Neuheilenbach (Werte von 1939 bis 1987) beruhen auf Volkszählungen; ältere Werte sind beim Statistischen Landesamt Rheinland-Pfalz nicht erfasst.
| Jahr | Einwohner |
| ---- | --------- |
| 1939 | 233       |
| 1950 | 235       |
| 1961 | 258       |
| 1970 | 266       |
| 1987 | 219       |
| 1992 | 231       |

| Jahr | Einwohner |
| ---- | --------- |
| 1997 | 252       |
| 2002 | 261       |
| 2007 | 269       |
| 2012 | 255       |
| 2017 | 271       |

## Politik

### Gemeinderat
Der Gemeinderat in Neuheilenbach besteht aus sechs Ratsmitgliedern, die bei der Kommunalwahl am 9. Juni 2024 in einer Mehrheitswahl gewählt wurden, und dem ehrenamtlichen Ortsbürgermeister als Vorsitzendem.

### Bürgermeister
Timo Heinz wurde am 4. Juli 2024 Ortsbürgermeister von Neuheilenbach. Bei der Direktwahl am 9. Juni 2024 war er als einziger Bewerber mit einem Stimmenanteil von 88,6 % für fünf Jahre gewählt worden.
Sein Vorgänger Theo Marx hatte das Amt von 1996 bis 2024 inne.

### Wappen
| Wappen von Neuheilenbach | Blasonierung: „Unter blauem Schildhaupt mit goldener Krone und roten Steinen, in Silber blauer Schlegel und Meißel gekreuzt, überhöht von einem roten Herzen.“ |
| Wappen von Neuheilenbach | Wappenbegründung: Als Hinweis auf die früherer Landesherrschaft der Abtei Prüm auf der Gemarkung der späteren Gemeinde ist im Schildhaupt eine Krone aufgenommen. Bis Mitte des 20. Jahrhunderts war die Wirtschaftsstruktur des Ortes wesentlich durch die Sandsteinbearbeitung bestimmt, Schlegel und Meißel deuten darauf hin. Die Kapelle von Neuheilenbach steht unter dem Patronat des Herzens Mariae. Dies ist zugleich auch das Ortspatrozinium. Durch die Wiedergabe eines Herzens ist darauf Bezug genommen. |

## Wirtschaft
Im Jahr 2014 wurde der im Südwesten des Ortes gelegene Solarpark in Betrieb genommen, der mit Hilfe von rund 40.000 Modulen auf 17 Hektar Fläche 9 MW Strom produziert und damit das größte Photovoltaik-Kraftwerk im Landkreis bildet.